# François Rapaert

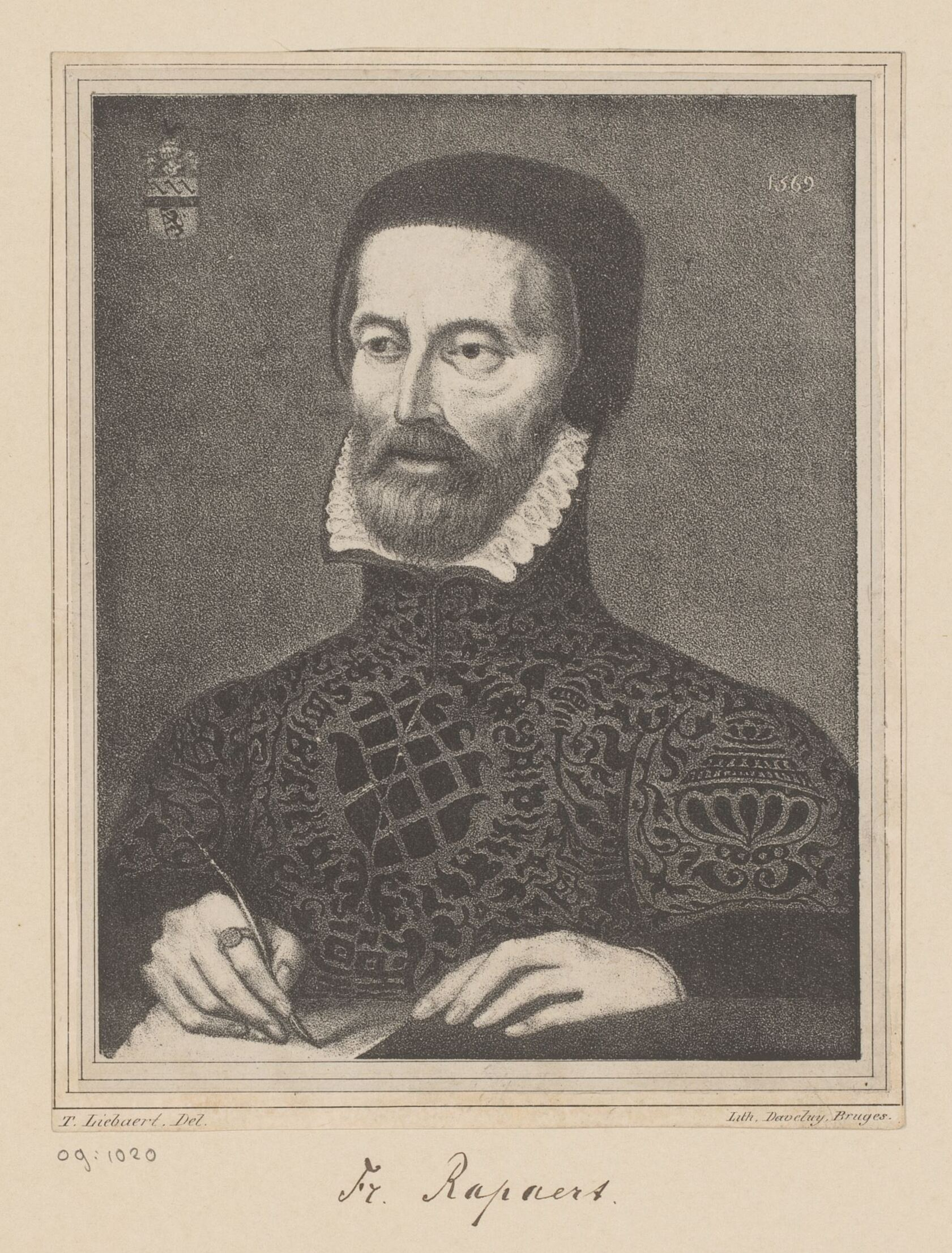
Portret van François Rapaert
(naar schilderij van Pieter Pourbus).

François Rapaert (Brugge ca. 1510 - 9 september 1587) was een Brugse arts, stadsgeneesheer en publicist.

## Levensloop
Rapaert was de zoon van de Bruggeling Willem Rapaert en van Marie Schaep. Het ging om een oude Brugse familie, waarvan de opeenvolgende bekende familiehoofden waren:
- Saladin Rapaert (eerste helft 14e eeuw), getrouwd in 1331 met Marie Van den Rijse
- Michel Rapaert (laatste helft 14e - eerste helft 15e eeuw), getrouwd in 1390 met Catherine Bave
- Jean Rapaert (eerste helft 15e eeuw), getrouwd in 1414 met Anna Bogaert
- Willem Rapaert (tweede helft 15e eeuw), getrouwd in 1480 met Marie Schaep

(Het is mogelijk dat een generatie ontbreekt in deze lijst).
François Rapaert was als zoon van een Brugse poorter automatisch ook poorter. Hij trouwde in 1550 met Elisabeth De Busschere (†1576). In 1577 trad de weduwnaar op 29 januari 1577 een tweede maal in het huwelijk met Marie Reyngheers. Uit het eerste huwelijk had hij twee zoons, Jan en Pieter Rapaert I en een dochter, Marie.
François Rapaert stierf op 9 september 1587. Als het vermoedelijke geboortejaar klopt, werd hij minstens 72 jaar en waarschijnlijk 75 jaar of iets ouder. Op 11 september werd hij in een graftombe begraven in de (thans verdwenen) parochiekerk van Sint-Walburga, samen met zijn tweede echtgenote en zijn oudste dochter.
Op de graftombe was het wapenschild van de familie Rapaert te vinden. Ditzelfde wapen staat ook op een portret van François Rapaert, uit de school van Pieter Pourbus, dat nog steeds in bezit is van nakomelingen.

## Studie en opleiding
Rapaert volbracht zijn studies geneeskunde aan de universiteiten van Padua en Pisa en behaalde aan deze laatste in 1550 het diploma van doctor in de medicijnen.
Rainer Christoph Schwinges heeft aangetoond dat de leeftijd waarop men naar de universiteiten trok sterk varieerde: van kinderen jonger dan 14 jaar tot twintigers en dertigers. Toch mag aangenomen worden dat in meerderheid de studenten rond negentien à twintig jaar hun bachelorgraad behaalden en drie jaar later hun mastertitel in handen hadden, een graad die nodig was om de studie van geneeskunde aan te vatten. De graad van licentiaat en doctor in de geneeskunde behaalde men na een verdere opleiding van respectievelijk 10 en 15 jaar. De laatste, deze van doctor, kon men niet behalen als men jonger was dan 35. We kunnen dus stellen dat Rapaert waarschijnlijk zijn bachelors behaalde rond de jaren 1531-1532 en dus ongeveer geboren moet zijn kort na 1510. Hij is zeker voor 1516 geboren, daar hij anders geen doctorsgraad kon behaald hebben in 1550.
Padua en Pisa behoren tot de regio waar de medische kennis onder invloed van de renaissance reeds sterkere veranderingen ondergaan had dan in de Lage Landen. Noord-Italië zette hierbij de toon. De academische geneeskunde was het sterkst ontwikkeld in Bologna, Ferrara en Padua. Tegen het begin van de 16e eeuw zette zich dit verder in de rest van Noord-Italië. Andreas Vesalius (1514-1564) werd toen een van de lesgevende geneesheren van de universiteit van Padua. Er is dus een grote kans dat Rapaert kennis verwierf bij deze Vlaamse geneeskundige die het meest gekend is voor zijn vernieuwende ideeën in de anatomie, weergegeven in zijn De Humani Corporis Fabrica Libri Septem. Vesalius onderwees zijn studenten vanaf 1540 met dissecties. Zijn eerste publieke dissectie was in Bologna in 1540. Op het moment dat Rapaert les van hem kreeg, was de anatomische kennis van Vesalius al sterk ontwikkeld.

## Professionele activiteiten
Zodra terug in Brugge werd Rapaert benoemd tot geneesheer-pensionaris van de stad Brugge en van het Brugse Vrije en tevens tot geneesheer in het Sint-Janshospitaal. De geneesheren-pensionaris werden al sinds 1400 als belangrijkste raadgevers van de overheid in medische aangelegenheden, benoemd door de stad, de primaire verantwoordelijke voor de gezondheid van haar inwoners. Deze arts was niet per definitie zowel geneesheer-pensionaris van Brugge als van den lande van den Vrijen, maar in de praktijk werd de functie – op één uitzondering na – door eenzelfde geneesheer uitgeoefend. Hierdoor hadden ze, ook Rapaert, een groot gebied onder hun hoede: ’t Brugse Vrije was een uitgestrekte kasselrij die het gebied aan de Noordzee tussen de IJzer en de Westerschelde en tussen Torhout en Roeselare behelsde. Het is in het licht van zijn functie als stadsgeneesheer en dus als adviseur voor het stadsbestuur, dat Rapaert zijn fameuze almanak schreef.
Later werd Rapaert eveneens eerste geneesheer van de prins van Chimay, Filips III van Croÿ (1526-1595) die in 1577 korte tijd stadhouder van Vlaanderen was, onder Filips II. Ook was Rapaert de geneesheer van tal van vermogende personen uit adel en burgerij in de wijde omgeving van Brugge, zoals Karel van Sint-Omaars uit Moerkerke.
In 1560 werd Rapaert ook gevraagd om samen met de stadschirurgijn ten dienste te staan van het gerecht. Brugge was hiermee een voorloper wat betreft het aanduiden van een gerechtsarts. Zijn eerste rechtszaak was de vergiftiging van de olieslager Jan Danneels.
Rapaert werd in zijn functies van zowel geneesheer-pensionaris van Brugge als van het Brugse Vrije en als hoofdarts van het Sint-Janshospitaal opgevolgd door zijn zoon Pieter Rapaert I en vervolgens door zijn kleinzoon Pieter Rapaert II en zijn achterkleinzoon François Rapaert II. De vier generaties Rapaert overspanden aldus een volle eeuw geneeskunde in Brugge.

## Publicatie van almanakken of 'prognosticaties'
Tot diep in de 17e eeuw behoorde het tot de tradities dat geneesheren of chirurgijns jaarlijks een almanak uitgaven, met allerhande geneeskundige raadgevingen, maar ook met astrologische voorspellingen of 'prognosticaties', met weersvoorspellingen, enz.
Rapaert schreef zich in 1551 ogenschijnlijk in deze traditie in met zijn Grooten ende Eeuwigen Almanack. Hij verliet echter, met de wijsheid opgedaan bij zijn buitenlandse leermeesters, in grote mate het door voorgangers uitgestippelde pad. Hij bracht verandering teweeg in het medische denken, of was er op zijn minst in de Lage Landen een vertolker van. Rapaert was tijdens zijn studies en reizen in aanraking gekomen met medici die het begrip ziekte op een meer realistische wijze benaderden. Hij reageerde dan ook tegen het obscurantisme van de geneesheren-astrologen, tegen hun futiele voorspellingen en horoscopen, alsook tegen de therapeutische gegevens die ze in hun almanakken ten beste gaven. Hij veroordeelde de fundamentele waarde van de astrologie als een ernstige bron voor de geneeskunde.
Rapaert oordeelde dat dit soort almanakken om twee redenen gevaarlijk was. Ten eerste omdat ze gegevens veralgemeenden die moeilijk te veralgemenen waren. Zo spoorden ze hun lezers aan om op bepaalde dagen en uren therapeutische tussenkomsten te ondergaan, zoals purgeren, aderlaten of baden. Gezien de specificiteit van elke ziekte konden algemene richtlijnen alleen maar nadelig zijn.
Ten tweede werd de simpelheid en ongeleerdheid van het simpele volk uitgebuit. Voor Rapaert was het onbegrijpelijk dat medici zich vernederden tot het schrijven en publiceren van dergelijke beuzelarijen en kwakzalverij.
Zijn almanak was dan ook radicaal verschillend. Hij stoelde niet meer op tijdsgebonden astrologische gegevens maar op rationele bedenkingen. Hij besloot trouwens dat hij na korte tijd de almanak zou laten voor wat hij was, omdat dit niet de geschikte weg was voor medische kennisoverdracht. In zijn almanak misprees hij de bestaande therapeutische tussenkomsten niet en baden, aderlaten en purgeren bleef hij aanbevelen, maar enkel wanneer ze in elk concreet geval, naargelang de persoon en de ziekte, door een bevoegde arts waren voorgeschreven. Bij ziekte hoefde men niet naar een almanak te grijpen voor raad, maar zich te wenden tot een gewetensvolle medicus.
Men kan dus concluderen dat Rapaert de oude gewaden had afgelegd en zich op weg begaf naar het 'medische realisme' dat zou uitmonden op de moderne wetenschappelijke geneeskunde.

## Nazaten
Pieter Rapaert I († 27 januari 1619) werd eveneens geneesheer en studeerde zoals zijn vader in Italië, namelijk in Bologna. Hij trouwde met Marie De Jonckheere (†1610) en ze kregen negen kinderen, waaronder Pieter Rapaert II. Hij erfde het huis van zijn vader in de Sint-Jansstraat (thans nr. 18). Hij nam ook zijn verschillende functies over.
Pieter Rapaert II, (Brugge, 19 juni 1579 - 21 december 1637) studeerde ook in Bologna en werd er doctor in de medicijnen. Hij trouwde met Margaretha De Badts en ze hadden acht kinderen. Na hun huwelijk, afgesloten op 25 oktober 1606, woonden ze een tijdlang bij Pieter Rapaert I.

Hij volgde zijn vader en grootvader op als geneesheer-pensionaris van Brugge: Up de Requeste ghepresenteert anden College van Scepenen van Brugghe bij mr Pieter Rapaert docteur inde medecynen, inhoudende hoe de voorzaten vanden voornoemden College hem ghejont hadden het officie van medecyn pensionaris der voornoomde stede, inde plaetse van wilen mr François Rapaert zijnen vadere. Hij nam ook het ambt op in dienst van het Brugse Vrije.
François Rapaert II (Brugge ca 1607 - 10 november 1634) zoon van Pieter Rapaert II, werd arts na studies in Douai en Parijs. Hij overleed nog voor zijn vader, tien maanden nadat hij getrouwd was met Cornelie van Gripskerke. Hij liet alleen een postume dochter na. Zijn loopbaan als arts was dus erg kort.
Na enkele generaties tot de burgerij te hebben behoord en zich adellijk te hebben gedragen, klommen de Rapaerts op in de lokale adel. In Juni 1669 kreeg een jongere broer van François II, Philippe Rapaert (1610-1672), griffier van Wezen en van de Vierschaar van het Brugse Vrije, adelserkenning van regentes Marie-Anne. In 1673 verleende dezelfde regentes de titel van Ridder aan Charles Rapaert (1612-1687), heer van Blommendale, broer van François en Philippe. Hij was schepen van Brugge en in 1661 werd hij schepen van het Brugse Vrije, nadat hij vrijlaat was geworden onder de gemeente Sint-Andries.
Charles Rapaert en zijn echtgenote Catherine Beuvet hadden acht kinderen maar geen verder nageslacht. Onder de acht kinderen van Philippe Rapaert en Marie Baert, was er Louis-Leopold Rapaert (1656-1714). Zijn zoon Joseph Rapaert, schepen van het Brugse Vrije, getrouwd met Marie-Catherine de le Flye was de vader van Joseph-Aybert Rapaert (1731-1795), eveneens schepen van het Brugse Vrije die trouwde met Mathea Du Bois met wie hij zeven kinderen had, onder wie Aybert-Thomas Rapaert (1763-1848).
Deze Aybert Rapaert, schepen van Brugge en lid van de Provinciale Staten van West-Vlaanderen, werd in april 1816 opgenomen in de ridderschap van West-Vlaanderen en aldus in de adelstand bevestigd. In juli 1825 werd aan hem en zijn afstammelingen toestemming verleend voortaan de naam Rapaert de Grass te dragen. Hij was in 1798 getrouwd met Colette de Grass (1764-1849), laatste naamdrager van deze familie.
De familie Rapaert de Grass heeft verder nakomelingen, tot op heden.